# Maurice Forster
Maurice Forster est un directeur de la photographie français né à Paris le 10 septembre 1891 et mort au Perreux-sur-Marne le 25 janvier 1939.

## Filmographie
- 1918 : Âmes de fous de Germaine Dulac
- 1921 : Les ailes s'ouvrent de Guy du Fresnay
- 1922 : Des fleurs sur la mer de André Liabel
- 1922 : Crainquebille de Jacques Feyder
- 1922 : Margot de Guy du Fresnay
- 1923 : Survivre de Édouard Chimot
- 1924 : Claudine et le Poussin de Marcel Manchez
- 1925 : Naples au baiser de feu de Serge Nadejdine
- 1925 : Gribiche de Jacques Feyder
- 1926 : Son premier film de Jean Kemm
- 1926 : La Folie des vaillants de Germaine Dulac
- 1926 : Paris, Cabourg, Le Caire et l'amour de Gabriel de Gravone
- 1927 : Chantage de Henri Debain
- 1928 : Hara-Kiri de Henri Debain et Marie-Louise Iribe
- 1930 : Roumanie, terre d'amour de Camille de Morlhon
- 1931 : Sous le casque de cuir de Albert de Courville
- 1931 : Un soir, au front d'Alexandre Ryder
- 1931 : Mon amant l'assassin de Solange Bussi
- 1931 : Blanc comme neige de Francisco Elias
- 1933 : Les Deux Canards d'Erich Schmidt
- 1933 : Le Grand Jeu de Jacques Feyder
- 1934 : Pierrot mon ami de Jaquelux
- 1935 : Un soir de bombe de Maurice Cammage
- 1936 : Une femme qui se partage de Maurice Cammage
- 1937 : Mon député et sa femme de Maurice Cammage